# Pájaros en la boca
Pájaros en la boca es una colección de cuentos de la escritora argentina Samanta Schweblin, publicada en 2009. La obra ha sido traducida a más de una decena de idiomas y le valió a Schweblin el Premio Casa de las Américas en la categoría cuento, además de una nominación al Premio Man Booker International.

## Contenido
La primera edición de la obra está conformada por los siguientes cuentos:
| Título                      | Sinopsis |
| --------------------------- | --- |
| «Irman»                     | Narra la historia de dos hombres, Oliver y el narrador, que se encuentran en un viaje por la ruta bajo un calor abrasador. Se detienen en un sucio parador, y son atendidos por un hombre muy bajo y de muy corta inteligencia. Luego de minutos de demora en traer el pedido, los hombres descubren que la mujer del mozo está tirada, muerta en la cocina del lugar.                          |
| «Mariposas»                 | Es un microrrelato sobre el encuentro entre dos hombres, Calderón y Gorriti, que conversan en la salida de un colegio, aparentemente esperando a sus respectivas hijas. |
| «Conservas»                 | Cuenta la historia de una mujer aparentemente embarazada, su relación con su pareja Manuel y sus parientes, y como inicia un extraño tratamiento -del cual no queda clara su finalidad- con el doctor Weisman. El relato reflexiona sobre la maternidad, los roles del hombre y la mujer en las parejas heterosexuales e incluso hay una lectura sobre la interrupción voluntaria del embarazo. |
| «El cavador»                | Un hombre alquila una casona en la costa, con vista a la playa. En ésta, descubre que hay alguien que está cavando un pozo, quien lo trata como si fuese su patrón. Pese a las interrogantes que se plantea, nadie le explica la razón por la que el hombre cava ese pozo que, aparentemente, le pertenece a él.                                                                                |
| «Papá Noel duerme en casa»  | Muestra el punto de vista de un niño sobre el matrimonio en crisis de sus padres. Su padre se queda sin empleo y tiene una relación amorosa con su vecina, Marcela; su madre sufre de depresión y pasa horas sentada en el sillón viendo televisión en bata. El final del cuento se centra en un episodio que transcurre durante la noche de Navidad.                                           |
| «Pájaros en la boca»        | Un padre separado hace años de su mujer, con la que tiene una hija llamada Sara, que tiene un comportamiento extraño: se pasa horas sentada mirando el jardín, y no se alimenta de nada excepto por pájaros vivos, que su madre le suministra. |
| «Última vuelta»             | Un relato corto sobre dos hermanas en la niñez. |
| «El hombre sirena»          | Una estresada mujer, mientras espera a su hermano Daniel en un bar, encuentra a un hombre sirena en el muelle, quien le atrae rápidamente. |
| «La furia de las pestes»    | Un asistente social llamado Gismondi llega a un pueblo pobre en un valle, con el fin de entrevistar a la población sobre su nivel de vida para registros del gobierno. Sin embargo, pronto se percata de las actitudes extrañas de las personas que viven en el poblado, quienes parecen no entender lo que dice.                                                                               |
| «La medida de las cosas»    | El dueño de una juguetería lidia con un hombre rico llamado Enrique Duval, que se obsesiona con el local cuando comienza a trabajar y vivir en el mismo. |
| «Mi hermano Walter»         | Cuenta la historia de un hombre casado y los cuidados que mantiene con Walter, su depresivo hermano. Mientras él permanece en ese estado, el negocio en el que están involucrados el resto de los miembros de la familia es cada vez más próspero. |
| «Bajo tierra»               | Un hombre llega a un bar, donde le ofrecen escuchar el relato del "viejo" si le compra una cerveza. Él le cuenta una vieja historia sobre la desaparición de un grupo de niños en un pueblo. |
| «Cabezas contra el asfalto» | Un pintor llega al éxito comercial con sus cuadros de cabezas sangrantes rompiéndose contra el cemento. Se amiga y luego se pelea con un dentista llamado John, provocando un enojo y odio desproporcionado por parte del pintor. |
| «Perdiendo velocidad»       | |
| «En la estepa»              | |

## Temáticas
De acuerdo a Schweblin, el cuento Cabezas contra el asfalto representó el primer texto en que incorporó rasgos autobiográficos, específicamente sus problemas de conducta durante su etapa escolar.

## Publicación y ediciones
Schweblin tenía pensado originalmente publicar la obra en Argentina en 2008, pero al ganar el Premio Casa de las Américas, como parte de las bases del premio, la edición cubana del libro ganó preferencia para ser publicada. Esta edición fue presentada en febrero de 2009 bajo el nombre La furia de las pestes. La primera edición con el nombre Pájaros en la boca fue publicada meses más tarde por Emecé Editores, y omitió tres cuentos que aparecían en La furia de las pestes (específicamente Breve conversación con Coronelio, Cosas que se tiran y Hasta encontrar a Harry), además de agregar el cuento homónimo.
La editorial Random House realizó una reedición de la obra en 2017 bajo el nombre Pájaros en la boca y otros cuentos, que agregó siete cuentos adicionales.Los cuentos Mujeres desesperadas, Matar a un perro, Hacia la alegre civilización del capital (en esta edició aparece con el nombre Hacia la alegre civilización), Agujeros negros y La pesada valija de Benavides aparecen en la colección El núcleo del disturbio de 2002. Aparecen también los cuentos Oningiris y Un gran esfuerzo.